# Domènec Sert i Badia
Domènec Sert i Badia (Barcelona, 1866 – 1952) fou un empresari i polític català.
Era fill de l'empresari tèxtil Domènec Sert i Rius i germà de Francesc de Paula Sert i Badia, comte de Sert, així com del pintor Josep Maria Sert i Badia. Estudià enginyeria i es va casar amb una germana de Josep Bertran i Musitu.

## Concessions hidroelèctriques
Entre 1901 i 1907 va obtenir tres concessions a perpetuïtat per l'aprofitament hidroelèctric de les aigües de la Noguera Pallaresa que abastaven el tram de riu comprès entre Pobla de Segur al nord, i Camarasa al sud.
El 8 de març de 1910 li fou concedida la unificació de les tres concessions en una de sola. El 1911, durant la seva estada a Catalunya, Frederick Stark Pearson va adquirir la concessió de mitjançant un contracte privat. A canvi Domènec Sert va rebre 50.000 dòlars en accions de la companyia Barcelona Traction, Light and Power, accions que li van permetre tenir un lloc al consell d'administració de la societat i també 10.000 lliures esterlines en obligacions de la mateixa societat.
Les concessions que va vendre Domènec Sert van permetre posteriorment la construcció de la central hidroelèctrica de Talarn el 1916, la central hidroelèctrica de Reculada el 1931, la de Terradets el 1935 i la de Camarasa el 1923.

## Polític
Fou elegit diputat pel districte de Manresa a les eleccions generals espanyoles de 1896 i pel de Tremp per la Lliga Regionalista a les eleccions generals espanyoles de 1901. També fou president del Foment del Treball Nacional el 1923.